# Arteria del ligamento redondo del útero
La arteria del ligamento redondo es una arteria que se origina en la arteria epigástrica. No presenta ramas.

## Distribución
Se distribuye hacia el ligamento redondo del útero.